# CD Santiago Morning

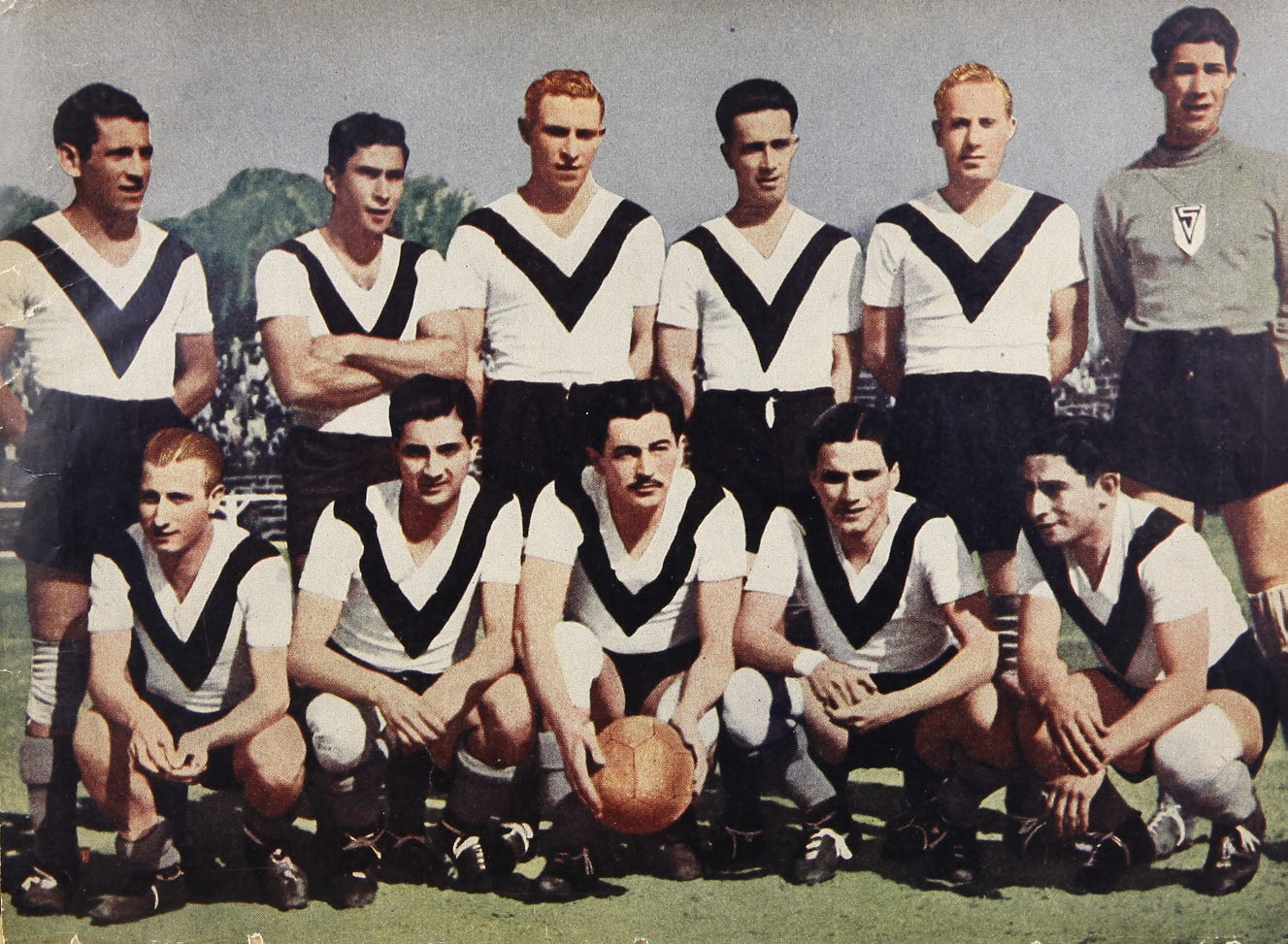
Team van 1942

CD Santiago Morning is een Chileense voetbalclub. Santiago FC werd in 1903 opgericht en fuseerde in 1936 met Morning Star.

## Geschiedenis

### Morning Star
Morning Star werd op 2 april 1907 opgericht was medeoprichter van de hoogste klasse in 1933 en eindigde dat jaar op een zesde plaats (op acht clubs). Het volgende seizoen werd de club troosteloos laatste met slechts twee punten, behaald uit gelijke spellen. In 1935 bestond de competitie nog maar uit vijf clubs en Morning Star was er niet bij, na dit seizoen fusioneerde de club met Santiago FC en werd zo Santiago Morning.

### Santiago FC
Santiago FC werd op 16 augustus 1903 opgericht. De club voegde zich in 1934 bij de hoogste klasse dat toen zijn tweede seizoen inging en werd zesde op twaalf clubs. Het volgende seizoen bestond de competitie nog maar uit zes clubs en werd Santiago laatste. Hierna besloot de club te fuseren met Morning Star om zo Santiago Morning te vormen.

### Santiago Morning
De club beleefde zijn hoogdagen in de jaren veertig toen het landskampioen werd en ook enkele malen de beker won. Na seizoen 2006 degradeerde de club, maar kon na één seizoen alweer terugkeren.

## Erelijst
- Primera Divisiòn

1942
- Copa Chile

1943, 1944 (A), 1944 (C), 1949, 1950
- Segunda Divisiòn

1959, 2005

## Trainer-coaches
- Jorge Aravena (1998-1999)
- Sergio Nichiporuk (2000)
- Jorge Aravena (2001-2002)
- Hernán Godoy (2002-2003)
- Carlos Ramos (2004)
- Justo Farrán (2004)
- Ivo Basay (2005-2006)

- Orlando Aravena (2006)
- Guillermo Páez (2006)
- Orlando Mondaca (2007)
- José Basualdo (2008-2009)
- Juan Antonio Pizzi (2009-2010)
- Justo Farrán (2010)
- Fernando Díaz (2010-)